# Fröken Sverige 1992
Fröken Sverige 1992 var den 44:e upplagan av Fröken Sverige och hölls på Grand Hôtel i Stockholm den 8 mars 1992. Tävlingen vanns av Monica Brodd från Täby.

## Placeringar
| Slutresultat        | Tävlande                    |
| ------------------- | --------------------------- |
| Fröken Sverige 1992 | - Monica Brodd              |
| 1st runner-up       | - Ulrika Johansson          |
| 2nd runner-up       | - Camilla Ingeborg Unsgaard |